# نورمان فاركلوف
نورمان فاركلوف (مواليد سنة 1941) (بالإنجليزية: Norman Fairclough)‏ هو أستاذ جامعي بريطاني، متخصص في اللسانيات في قسم اللغويات واللغة الإنجليزية بجامعة لانكستر. وهو أحد مؤسسي تحليل الخطاب النقدي (CDA).

## وصلات خارجية
- الموقع الرسمي